# Росада, Вити
Виктор Альварес Росада (исп. Víctor Álvarez Rozada; род. 16 сентября 1997, La Pola Llaviana), более известен как Вити Росада (исп. Viti Rozada) — испанский футболист, полузащитник клуба «Лас-Пальмас».

## Клубная карьера
Росада — воспитанник клуба «Реал Овьедо». 26 мая 2016 года в матче против «Леганес» он дебютировал в Сегунде. 15 августа 2021 года в поединке против «Луго» Вити забил свой первый гол за «Овьедо». Летом 2024 года Росада перешёл в «Лас-Пальмас». 16 августа в матче против «Севильи» он дебютировал в Ла Лиге.